# Nudechinus
Nudechinus is een geslacht van zee-egels uit de familie Toxopneustidae.

## Soorten
- Nudechinus ambonensis Mortensen, 1942
- Nudechinus darnleyensis (Tenison-Woods, 1878)
- Nudechinus gravieri (Koehler, 1905)
- Nudechinus inconspicuus (Mortensen, 1904)
- Nudechinus multicolor (Yoshiwara, 1898)
- Nudechinus rubripunctatus H.L. Clark, 1925
- Nudechinus scotiopremnus H.L. Clark, 1912
- Nudechinus stictus H.L. Clark, 1912
- Nudechinus verruculatus (Lütken, 1864)